# Theodore Edgar McCarrick
Theodore Edgar McCarrick (New York, 7 luglio 1930 – Dittmer, 3 aprile 2025) è stato un cardinale e arcivescovo cattolico statunitense.
Creato cardinale da papa Giovanni Paolo II nel 2001, rinunciò al titolo cardinalizio nel 2018 dopo insistenti accuse che lo videro protagonista di abusi sessuali reiterati nel tempo, venendo sospeso a divinis. Successivamente, il 13 febbraio 2019, venne dimesso dallo stato clericale dalla Congregazione per la dottrina della fede con l'approvazione di papa Francesco.

## Biografia
Il 31 maggio 1958 fu ordinato presbitero dal cardinale Francis Joseph Spellman.

### Ministero episcopale e cardinalato
Il 24 maggio 1977 papa Paolo VI lo nominò vescovo ausiliare di New York e vescovo titolare di Rusubisir. Il 29 giugno successivo ricevette l'ordinazione episcopale, nella cattedrale di San Patrizio a New York, per imposizione delle mani del cardinale Terence James Cooke, co-consacranti l'arcivescovo John Joseph Maguire e il vescovo Patrick Vincent Ahern.
Il 19 novembre 1981 papa Giovanni Paolo II lo nominò primo vescovo di Metuchen; il 31 gennaio 1982 prese possesso della neo-eretta diocesi.
Il 30 maggio 1986 fu nominato arcivescovo metropolita di Newark; succedette al dimissionario Peter Leo Gerety. Il 25 luglio seguente prese possesso dell'arcidiocesi.
Il 17 ottobre 1998 venne affidata all'arcidiocesi di Newark la cura pastorale della missione sui iuris di Turks e Caicos e ne divenne pertanto superiore ecclesiastico.
Il 21 novembre 2000 fu trasferito all'arcidiocesi di Washington, dove succedette al cardinale James Aloysius Hickey, dimessosi per raggiunti limiti di età. Il 3 gennaio 2001 prese possesso dell'arcidiocesi.
Nel concistoro del 21 febbraio 2001 papa Giovanni Paolo II lo creò cardinale presbitero dei Santi Nereo e Achilleo; il 28 giugno seguente prese possesso del titolo. Il 29 giugno ricevette il pallio dal papa in piazza San Pietro.
Il 18 e il 19 aprile 2005 partecipò come cardinale elettore al conclave che portò all'elezione di papa Benedetto XVI.
Il 16 maggio 2006 papa Benedetto XVI accolse la sua rinuncia, presentata per raggiunti limiti d'età; gli succedette Donald William Wuerl, fino ad allora vescovo di Pittsburgh.
Il 7 luglio 2010 compì 80 anni e, in base a quanto disposto dal motu proprio Ingravescentem Aetatem di papa Paolo VI del 1970, decaddero tutti gli incarichi ricoperti nella Curia romana e con essi il diritto di entrare in conclave.

### Accuse di abusi sessuali, dimissioni dal collegio cardinalizio e dallo stato clericale
Fu accusato di aver compiuto per lungo tempo abusi omosessuali sia su adulti sia su minori. Un'inchiesta del New York Times mise in luce come molti funzionari della Chiesa sapessero da decenni che il cardinale fosse stato accusato da svariate persone di molestie sessuali. In particolare, tra il 1994 e il 2008 i vescovi statunitensi ricevettero numerosi rapporti sulle trasgressioni del cardinale con giovani studenti del seminario.
Il 27 luglio 2018 McCarrick presentò la rinuncia da membro del Collegio cardinalizio a papa Francesco, il quale "ne ha accettato le dimissioni da Cardinale ed ha disposto la sua sospensione dall'esercizio di qualsiasi ministero pubblico, insieme all'obbligo di restare in una casa che gli verrà indicata, per una vita di preghiera e di penitenza, fino a quando le accuse che gli vengono rivolte siano chiarite dal regolare processo canonico".
McCarrick divenne così il primo cardinale a essersi dimesso durante il pontificato di papa Francesco; prima di lui, infatti, nel 2015, il cardinale scozzese Keith Michael Patrick O'Brien rinunciò soltanto alle prerogative del cardinalato, mantenendo tuttavia il titolo cardinalizio. L'ultimo precedente in età contemporanea fu quello del francese Louis Billot, dimessosi nel 1927 per dissidi con papa Pio XI.
Il 16 febbraio 2019 venne comunicata la sua dimissione dallo stato clericale ratificata il giorno 13 dello stesso mese da parte della sessione ordinaria (Feria IV) della Congregazione per la dottrina della fede. Il Santo Padre riconobbe la natura definitiva, a norma di legge, di questa decisione, rendendola quindi res iudicata, cioè non più soggetta ad alcun ricorso.
Un'inchiesta del Washington Post pubblicata il 26 dicembre 2019 rivelò che il cardinale McCarrick avrebbe versato durante 17 anni, a partire dal 2001 ― quando fu nominato alla testa della diocesi della capitale statunitense ― più di 600 000 dollari (più di mezzo milione di euro) a vescovi, cardinali e papi: Leonardo Sandri, Joseph Augustine Di Noia, Angelo Sodano, Tarcisio Bertone, Pietro Parolin, Giovanni Paolo II e Benedetto XVI figurano tra coloro che sarebbero stati così messi a tacere dietro pagamento. L'articolo di Repubblica citato in nota, in effetti, non dimostrò, e lo ammise, che i soldi versati furono per "coprire" gli abusi sessuali. Quei versamenti, avvenuti in diversi anni, vennero effettuati a persone di Chiesa.
Il vescovo Giuseppe Sciacca, segretario del Supremo tribunale della Segnatura apostolica, nel saggio che aprì il quaderno n. 2/2019 di Jus - On Line, la rivista di scienze giuridiche della facoltà di giurisprudenza dell'Università Cattolica del Sacro Cuore di Milano, sollevò gravi obiezioni contro l'avvenuta dimissione dallo stato clericale dell'ex cardinale McCarrick, non per le ragioni che portarono a tale dimissione – comunque gravissime, trattandosi di abusi sessuali compiuti nell'arco di decenni – ma per la dubbia legittimità, canonica ed ecclesiologica, della riduzione di un vescovo allo stato laicale, che "è intrinsecamente problematica, poiché, se non rettamente intesa (come sovente avviene), confligge con la dottrina e la verità dell'indelebile carattere impresso dal sacramento dell'ordine".
Il 10 novembre 2020 fu pubblicato il rapporto sui lavori della Segreteria di Stato, durati due anni, sulla documentazione in possesso della Santa Sede concernente l'ex-porporato statunitense, che l'arcivescovo Viganò commentò in una lettera.
Il 29 luglio 2021 venne incriminato per aver abusato sessualmente di un ragazzo di 16 anni. Fu chiamato a rispondere delle imputazioni di molestie, aggressione e violenza davanti alla corte del Dedham District, Contea di Norfolk, Massachusetts. Si trattò del primo cardinale degli Stati Uniti a dover affrontare accuse penali in un tribunale civile: nel caso del cardinale Bernard Francis Law, papa Giovanni Paolo II garantì l'immunità al prelato richiamandolo a Roma in Vaticano.

## Genealogia episcopale e successione apostolica
La genealogia episcopale è:
- Cardinale Scipione Rebiba
- Cardinale Giulio Antonio Santori
- Cardinale Girolamo Bernerio, O.P.
- Arcivescovo Galeazzo Sanvitale
- Cardinale Ludovico Ludovisi
- Cardinale Luigi Caetani
- Cardinale Ulderico Carpegna
- Cardinale Paluzzo Paluzzi Altieri degli Albertoni
- Papa Benedetto XIII
- Papa Benedetto XIV
- Papa Clemente XIII
- Cardinale Marcantonio Colonna
- Cardinale Giacinto Sigismondo Gerdil, B.
- Cardinale Giulio Maria della Somaglia
- Cardinale Carlo Odescalchi, S.I.
- Cardinale Costantino Patrizi Naro
- Cardinale Lucido Maria Parocchi
- Papa Pio X
- Papa Benedetto XV
- Papa Pio XII
- Cardinale Francis Joseph Spellman
- Cardinale Terence James Cooke
- Cardinale Theodore Edgar McCarrick

La successione apostolica è:
- Vescovo James Thomas McHugh (1988)
- Vescovo John Mortimer Fourette Smith (1988)
- Vescovo Michael Angelo Saltarelli (1990)
- Vescovo Charles James McDonnell (1994)
- Vescovo João José Burke, O.F.M. (1995)
- Vescovo Nicholas Anthony DiMarzio (1996)
- Vescovo Paul Gregory Bootkoski (1997)
- Vescovo Vincent DePaul Breen (1997)
- Vescovo Arthur Joseph Serratelli (2000)
- Vescovo Francisco González Valer, S.F. (2002)
- Cardinale Kevin Joseph Farrell (2002)
- Vescovo Martin David Holley (2004)